# Nordisk Gentofte A/S
 Der er for få eller ingen kildehenvisninger i denne artikel, hvilket er et problem. Du kan hjælpe ved at angive troværdige kilder til de påstande, som fremføres i artiklen.

Nordisk Gentofte A/S blev skabt i 1980 hvor Nordisk Insulinlaboratorium udskilte salg, marketing, produktion og markedsorienteret forskning i et selvstændigt børsnoteret selskab.
Den første direktør, og en af grundlæggerne af Nordisk Insulinlaboratorium, Hans Christian Hagedorn døde i 1971. H.C. Hagedorn efterlod en virksomhed i krise. Virksomheden havde næsten ingen eksport og satsede udelukkende på det lille hjemmemarked. Nordisk Insulinlaboratorium havde i 1971 en omsætning på kun 20 millioner kroner.
Efter H.C. Hagedorns død overtog   Henry Brennum posten som administrerende direktør  og formåede over et tiår at øge omsætningen til 700 millioner kroner. En vækst der fortsatte frem til fusionen med Novo Industri A/S i 1989, som førte til dannelse af Novo Nordisk A/S.
Nordisk Gentofte producerede bl.a. insulin, blødermedicin og væksthormon.
I 1966 blev Nordisk Insulinlaboratorium engageret i produktion af væksthormon, og var blandt de første virksomheder i verden der forskede inden for vækstforstyrrelser. I 1973 blev virksomhedens første væksthormonpræparat Nanormon godkendt af de danske sundhedsmyndigheder. Nanormon var baseret på væksthormon ekstraheret fra hypofyser. I 1982 påbegyndte Nordisk Gentofte udviklingen af biosyntetisk væksthormon og 21. august 1986 udsendtes en pressemeddelelse om at virksomheden var først med biosyntetisk humant væksthormon. Produktet fik navnet Norditropin.
I dag har Biopharmaceuticals-divisionen af Novo Nordisk, hvis produktion primært er lokaliseret i Gentofte, til huse i de bygninger der tidligere var Nordisk Gentofte. Produktionen af væksthormonet Norditropin foregår stadig udelukkende i Gentofte.
Produktionen af blødermedicin gjorde, at virksomheden i 1980'erne var anklaget i den såkaldte Blødersag, hvor 90 blødere (med sygdommen hæmofili) blev smittet med HIV-virus. Virksomheden blev senere frikendt.